# The Carnelian Throne
The Carnelian Throne este un roman de fantezie științifică al scriitoarei americane Janet Morris. A fost publicat prima dată de Bantam Books în 1979 și este al patrulea și ultimul titlu al seriei Silistra. 

## Cadru
Acțiunea seriei și a romanului are loc pe Silistra, o planetă postapocaliptică devastată de un război care a forțat populația să intre în adăposturi subterane timp de secole și, chiar și multe secole mai târziu, planeta încă nu și-a revenit. Infertilitatea este una dintre cele mai grave probleme cu care se confruntă populația planetei - datorită acelui război mortal. Silistra este condusă de o castă teocratică numită Păzitorii Zilei (Day-Keepers) care controlează planeta prin monopolul cunoștințelor tehnice și divine și printr-o forță de poliție brutală numită Ucigașii (Slayers).

## Legături externe
- http://www.fantasticfiction.co.uk/m/janet-morris/carnelian-throne.htm
- http://www.goodreads.com/book/show/1539042. Tronul_carnelian

## Vezi și
- 1979 în științifico-fantastic